# Ariostea (ciclismo)
La Ariostea è stata una squadra maschile italiana di ciclismo su strada, attiva nel professionismo dal 1984 al 1993.
Diretta nei primi due anni da Giorgio Vannucci e, a partire dal 1986 fino allo scioglimento, da Giancarlo Ferretti, ebbe tra le sue file ciclisti come Adriano Baffi, Moreno Argentin, Davide Cassani, Giorgio Furlan e Rolf Sørensen. Nelle dieci stagioni di attività lo sponsor principale fu sempre Ariostea, azienda di ceramiche con sede a Castellarano guidata dal patron Oriello Pederzoli.

## Cronistoria

### Annuario
| Anno | Codice | Nome          | Cat. | Biciclette | Dirigenza                                                            |
| ---- | ------ | ------------- | ---- | ---------- | -------------------------------------------------------------------- |
| 1984 | -      | Ariostea      | Pro  | Benotto    | Dir. sportivi: Giorgio Vannucci                                      |
| 1985 | -      | Ariostea-OECE | Pro  | Benotto    | Dir. sportivi: Giorgio Vannucci                                      |
| 1986 | -      | Ariostea Gres | Pro  | De Rosa    | Dir. sportivi: Giancarlo Ferretti, Arnaldo Pambianco                 |
| 1987 | -      | Ariostea Gres | Pro  | De Rosa    | Dir. sportivi: Giancarlo Ferretti, Arnaldo Pambianco                 |
| 1988 | -      | Ariostea Gres | Pro  | De Rosa    | Dir. sportivi: Giancarlo Ferretti, Arnaldo Pambianco                 |
| 1989 | -      | Ariostea      | Pro  | De Rosa    | Dir. sportivi: Giancarlo Ferretti, Alfio Vandi                       |
| 1990 | -      | Ariostea      | Pro  | De Rosa    | Dir. sportivi: Giancarlo Ferretti, Alfio Vandi                       |
| 1991 | -      | Ariostea      | Pro  | Colnago    | Dir. sportivi: Giancarlo Ferretti, Oscar Pirazzini, Alfio Vandi      |
| 1992 | -      | Ariostea      | Pro  | Colnago    | Dir. sportivi: Giancarlo Ferretti, Domenico Cavallo, Oscar Pirazzini |
| 1993 | -      | Ariostea      | Pro  | Colnago    | Dir. sportivi: Giancarlo Ferretti, Domenico Cavallo, Oscar Pirazzini |

## Palmarès

### Grandi Giri
- Giro d'Italia

Partecipazioni: 10 (1984, 1985, 1986, 1987, 1988, 1989, 1990, 1991, 1992, 1993)
Vittorie di tappa: 15
1986: 2 (Santimaria, Pedersen)
1988: 1 (Stefan Joho)
1989: 1 (Stefan Joho)
1990: 2 (2 Adriano Baffi)
1991: 3 (Cassani, 2 Lelli)
1992: 2 (Furlan, Saligari)
1993: 4 (Riis, Furlan, Cassani, Saligari)
Vittorie finali: 0
Altre classifiche: 1
1991: Giovani (Lelli)
- Tour de France

Partecipazioni: 4 (1990, 1991, 1992, 1993)
Vittorie di tappa: 7
1990: 1 (Moreno Argentin)
1991: 4 (cronosquadre, Cenghialta, Argentin, Lietti)
1992: 1 (Rolf Järmann)
1993: 1 (Bjarne Riis)
Vittorie finali: 0
Altre classifiche: 0
- Vuelta a España

Partecipazioni: 0

### Classiche monumento
- Giro delle Fiandre: 1

1990 (Moreno Argentin)
- Liegi-Bastogne-Liegi: 1

1991 (Moreno Argentin)
- Giro di Lombardia: 1

1993 (Pascal Richard)

### Campionati nazionali
- Campionati danesi: 1

In linea: 1992 (Bjarne Riis)
- Campionati svizzeri: 1

In linea: 1993 (Pascal Richard)